# Dendrothrix yutajensis
Dendrothrix yutajensis är en törelväxtart som först beskrevs av Eugene Jablonszky, och fick sitt nu gällande namn av Hans-Joachim Esser. Dendrothrix yutajensis ingår i släktet Dendrothrix och familjen törelväxter. Inga underarter finns listade i Catalogue of Life.